# 절대 그이
《절대 그이(일본어: 絶対彼氏)》는 와타세 유우에 의한 일본 SF 만화이다. 쇼가쿠칸의 만화 잡지 "소녀 코믹"에서 2003년부터 2004년까지 연재되었다. 2004년에는 〈절대 그이. 피겨의 DARLING〉라는 제목으로 드라마 CD화되었다. 또한 2008년에는 《절대 그이 ~완전 무결한 연인 로봇~》라는 제목으로 후지 TV에서 텔레비전 드라마화되었고, 다음 해에는 그 완결편이 되는 스페셜 드라마가 방송되었다. 2012년에는 구혜선, 왕동성 주연으로 대만에서 텔레비전 드라마화되었고, 2019년에는 여진구, 방민아 주연으로 SBS 드라마본부 측에서 수목미니시리즈로 편성이 확정되어 국내 제작 드라마로 방영한 바 있다.

## 참고 문헌

### 단행본
와타세 유우"절대 그이.-피겨의 DARLING "
쇼가쿠칸 <플라워 코믹스> 전 6권
- ISBN 978-4-09-138461-4 (2003년 10월 25일 발매)
- ISBN 978-4-09-138462-1 (2004년 1월 26일 발매)
- ISBN 978-4-09-138463-8 (2004년 4월 26일 발매)
- ISBN 978-4-09-138464-5 (2004년 7월 26일 발매)
- ISBN 978-4-09-138465-2 (2004년 10월 26일 발매)
- ISBN 978-4-09-138466-9 (2005년 2월 25일 발매)

### 만화 문고
와타세 유우"절대 그이."
쇼가쿠칸 <플라워 코믹스> 전 3권
- ISBN 978-4-09-191748-5 (2008년 3월 15일 발매)
- ISBN 978-4-09-191749-2 (2008년 3월 15일 발매)
- ISBN 978-4-09-191750-8 (2008년 4월 15일 발매)

## 텔레비전 드라마
《절대 그이 ~완전 무결한 연인 로봇~(일본어: 絶対彼氏〜完全無欠の恋人ロボット〜)》는 후지 TV에서 2008년 4월 15일부터 2008년 6월 14일까지 매주 화요일 오후 9시부터 9시 54분까지 방영한 드라마로 총 11화로 구성되었다. 주연은 하야미 모코미치.
첫회는, 15분 연장하여 밤 10시 9분까지 방송. 2009년 3월 24일, 밤 9시 ~ 11시 18분까지 스폐셜판을 방송해 3년 후를 그려 최종화를 그렸다.

### 스토리
어느 날 직장인 이자와 리이코(아이부 사키)는 낯선 남자에게서 이상형의 남자친구를 가질 수 있다는 얘기를 듣고 원하는 이상형의 설문에 답한 후 어느 물건을 배송 받는다. 그건 다름 아닌 인간과 똑같은 모습을 한 로봇(하야미 모코미치)이었는데, 이 로봇은 리이코가 설문에서 응했던 그대로 자신의 요구에 맞춘 로봇이었다.
처음에는 당혹감을 감추지 못하던 리이코. 하지만 당황스러우면서도 어쩔 수 없이 로봇과 기묘한 동거생활을 시작하면서 로봇과 자신에게 관심을 보이는 같은 회사 사장 아들 아시모토 소지 (미즈시마 히로) 사이에서 갈등하는데…

### 등장인물
- 01·텐죠 나이토 ：하야미 모코미치

크로노스헤븐 사(社)의 제품, 여자들을 위한 꽃미남 남자친구 로봇. NIGHT LY 시리즈 01 모델. 겉보기에는 보통 인간처럼 보이지만, 속은 기계로 되어있어 충전이 필요하다. 용모·성격 모두 리이코의 이상형의 남친으로 설정되어 있어 그 프로그램 대로 행동한다.〈리이코의 이상형 남친〉으로서의 행동이 나쁜 결과를 가져오고, 트러블을 일으키는 일도 자주 있지만, 어떤 일이 있어도 결코 리이코를 배신하지 않는 존재이다. 리이코와 주변 사람들과 사귀어가면서 점차 자아에 눈을 뜨고, 프로그램으로 움직이는 로봇에서 인간의 마음을 가진 존재로 성장해 간다.
- 아사모토 소시 ：미즈시마 히로

25세. 수제과자 회사 ASAMOTO의 후계자. 현사장 차남으로, 기획 개발실·실장. 부사장인 형과는 사이가 나쁘다. 경영 능력이 뛰어난 형과는 대조적으로, 무단 결근·지각·조퇴이 잦고 당연하다고 생각한다. 그렇지만, ASAMOTO 창시자인 할아버지의 과자만큼은 누구보다 사랑하고 있다. 그렇지만 회사의 무분별한 생산을 위주로한 기업의 시스템의 결과, ASAMOTO를 버리고 회사의 방침에 불만을 품고 있다. 미각이 뛰어나 과자 만들기에의 정열도 있지만, 현재의 생활에 만족하고 있다. 사람과 솔직하게 이야기하는 것이 서투르고, 본심을 솔직하게 말하지 않는다.
- 이자와 리이코：아이부 사키

22세. ASAMOTO 기획 개발실 근무하는 파견 사원.얼굴은 귀엽지만, 서민적으로 수수해서 뭔가 2%부족하다. 같은 파견 사원이면서 요령 좋게 일을 해내, 외형도 화려한 미카 와도 비교되고 있다.선배 사원으로부터도 귀여움받는 미카와는 대조적으로 회사에서는 짐취급을 하고 있어 자신에게 뭔가 부족한듯.. 자신을 가지지 못하고 있다. 순수하고 꼿꼿하고 서툴러서, 사람을 의심하는 것을 모른다.한결같고 한결같은 성격 때문에, 접근 하기 어려운 여자라고 오해 받는 일이 많아, 남자친구가 없다. 과자 만들기가 취미로, 미각이 뛰어나지만, 그 재능에 스스로는 깨닫지 않고 있다. 돌연 나타난 나이트를 처음은 가전제품으로 밖에 볼 수 없었지만, 나이트의 한결같은 행동에 점차 마음을 움직여져 간다.
- 시라사기 유키：사노이 에이스케

44세. 크로노스헤브 사내판매매통괄 부장. 신규사업의 연인형 로봇의 판매를 일임 되고 있다. 악을 신뢰해, 모니터 선택으로부터 그 후의 데이터 수집까지 맡기고 있다. 나이트의 일을 단순한“연인형 로봇 양산을 위한 발판”으로 밖에 생각하지 않았다.
- 이토 미카：우에노 나츠히

22세. ASAMOTO 기획 개발실 근무의 파견 사원. 일도 잘하고, 붙임성도 좋은 팔방 미인. 사내에서는 귀여움으로 어필해서 남자들도 좋다. 이자와의 친구로, 언뜻 보면 친구에게 늘 상냥한 사람 같지만, 이면은 이기적이고 계산 높다.
- 히라타 하지메：사토이 켄타

45세. ASAMOTO 기획 개발실 주임. 딸을 매우 사랑한다. 윗사람에겐 바로 잘 대해주며, 아랫사람에게는 늘 부려먹는다. 소지를 불쾌하게 생각하지만 본인의 앞에서는 내색하지 않고, 뒤에서 “후계자군”이라고 바보 취급하고 있다.
- 아다치 쿄코：네코제 츠바키

29세. ASAMOTO 기획 개발실 사원. 영업부에서 이동. 기획력이 뛰어난 에이스지만 독신. ‘남자도 과자도 얼굴이 생명’이란 모토로, 남성 사원 얼굴 위주로 관심있게 봐두고 좋아하는 리스트를 작성한다. 일 잘 못하는 부하에게는 늘 화를 내서, 이자와도 자주 당한다.
- 타나카 요이치로 ：카지 마사키

23세. 크로노스 회사 사원. 로봇 엔지니어. 시라사기와 함께 다니면서, 나이트를 감시한다.
- 사토 노조미：코모토 마키

26세. ASAMOTO 기획 개발실 사원. 쿄코의 지도 아래, 신상품의 기획 입안을 실시한다. 야심이 있어서, 출세할 것 같지 않은 남자는 선배라도 상대하지 않는다.
- 오오노 치호：에레나

23세. ASAMOTO 기획 개발실 사원. 이자와 같은 나이지만, 사원 이라서 대우는 이자와 보다 좋다.
- 데이 타케루：와타누키 쇼이치

25세. ASAMOTO 기획 개발실 사원. 책상에 늘 과자를 준비해, 하루 세끼 케이크나 푸딩 등의 단 음식을 좋아한다. 이자와에게 호의적으로 대하지만, 별 감흥은 없다.
- 요시오카 테츠코：미네무라 리에

50세. 이자와가 사는 아파트의 집주인. 아파트에서의 동거를 금지하고 있어, 룰을 깬 거주자에게는 가차 없이 퇴거 하라 한다. 거주자인 이자와에 대해서 탐탁치 않게 여겼지만, 나이토가 집에 들어 온 이후, 이런저런 핑계로 이자와의 집에 들러온다.
- 이시제키 하야토：쿄 노부오

28세. 이자와의 회사의 선배로 생산관리부의 사원. 누구에게나 인상이 좋고, 상냥하게 말을 건다.
- 나미키리 가쿠：사사키 쿠라노스케

35세. 크로노스헤브사의 영업부원. 연인형 로봇의 판매를 담당이 되어, 나이트를 이자와에게 판매한 인물. 나이트의 점검 외에, 이자자의 감정 데이터를 일일이 상세하게 체크하고 있어, 연인형 로봇의 양산화에 향한 데이터를 모으고 있다. 처음은 회사를 위해서 이자와와 나이트를 감시하고 있었지만, 점차 일보다 그 이상으로 두 명에게 가세하게 된다.
- 와카바야시 후지코：마야 미키

38세. 이자와가 상경해 왔을 때로부터 다니고 있는 가게 〈카페 바 리베르테〉의 오너. 연애에 있어서의 〈모든 사건을 다 빠져 나가 왔다〉라고 말하는 연애 마스터. 밝고 인정이 두텁다. 남자의 얼굴을 본 것만으로 출세할지 알아 맞출 수 있다. 리이코를 지켜보면서, 인생과 사랑에 대해 조언한다.

### 원작과의 차이점
- 원작에서는 이름을 카타카나로 처리했지만, 드라마에서는 한자.
- 원작에서는 리이코·나이트·소지 3명이 고교생이지만, 드라마에서는 성인이고 리이코·소지는 직장이 있는 어엿한 성인으로 설정. 원작에서는 소지와 마사키의 사이가 좋은 형제였지만, 드라마에서는 관계 안좋은 형제로 설정. 또, 소지는 원작에서 간사이 사투리를 쓰는 등 밝은 모습이지만, 드라마에서는 로봇처럼 감정을 드러내지 않는다.
- 드라마에서는, 나이트를 피규어가 아니라 로봇이라고 부른다. 원작에서는 ‘창간기계’로 부르지만, 드라마에서는 ‘1호기’다.
- 나이토의 이름의 유래가, 원작에서는 ‘밤(Nightly Lover)’, 드라마에서는 기사(Knight).

### 스태프
- 연출: 히지카타 마사토, 사토 겐타
- 프로듀서 하시모토 후미
- 기획: 카나이 타쿠야
- 각본: 네즈 리카
- 원작: 와타세 유우
- 제작사: 후지 TV

### 스페셜 드라마
자신의 의지와 감정을 가지게 된 연인형 로봇·텐죠 나이토가 사라지고 3년···. 파리에서 파티시에 수업을 마친 아사모토 소지와 이사와 리이코는 ASAMOTO가 사활을 걸고 오픈하는 숍의 프로젝트를 맡게 되어 일본에 귀국하게 되었다. 파리에서의 수업으로 각 자의 일에 자신감을 갖게 된 소지와 리이코. 그 사이에 교제를 시작한 두 사람은, 동료 사원들에게 약혼을 통보, 축복을 받는다.
한편, 크로노스 헤븐사에 천재 과학자 카미야 아유미(쿠니나카 료코)가 조수 나나세 준(우치다 아사히)과 함께 새로운 타입의 연인 로봇을 꾸준히 개발해왔다. 카미야는, 자아를 갖게 된 나이토에게 흥미를 갖고 있다. 그러던 어느 밤, 리이코가 불량배들에게 위협을 당하는 순간, 빨간 머플러의 남자에게 도움을 받았다. 그 남자는, 3년 전 기능이 정지 된 나이토였다···.
나이토가 자아를 갖게 된 결과, 카미야와 준과의 관계 그리고 비밀. 절대 그이를 최종으로 완결 짓는 최종화 스폐셜 방송.

### 관련 음반

#### 주제가
- 아야카 / おかえり 오카에리[*] (레이블 : 워너 뮤직 재팬)
작사：아야카, 작곡：아야카·니시오 요시히코

#### 오리지널 사운드 트랙
수록곡
1. 미지의 도래 /未知の到来
2. 숲의 음색 /森の音色
3. 테이블 크로스에 /テーブルクロスの上で
4. 사이버 테일 /サイバーテイル
5. 풍선의 나라 /風船の国
6. 좀 더 이대로 /もう少しこのままで
7. 이루미네이토·일루션/ イルミネイト・イリュージョン
8. 에일 /エール
9. 전뇌 세계의 신전 /電脳世界の神殿
10. 이별의 날 /別れの日
11. 오카에리 /おかえり <드라마 ver.>
12. 개선 /凱旋
13. Duel
14. DaiLy
15. RUN RUN RUN
16. feel the wind
17. tear drop
18. Good luck
19. Gravity
20. Believe

### 방송일 부제·시청률
| 001                                                           | 2008년 4월 15일 | 사랑을 바치는 로봇                                                                                        | 13.1% |
| 002                                                           | 2008년 4월 22일 | 초(超)빈곤한 사랑                                                                                         | 14.3% |
| 003                                                           | 2008년 4월 29일 | 초약탈한 사랑                                                                                             | 15.1% |
| 004                                                           | 2008년 5월 6일  | 초키스사랑                                                                                                | 13.1% |
| 005                                                           | 2008년 5월 13일 | 초질투사랑                                                                                                | 13.1% |
| 006                                                           | 2008년 5월 20일 | 폐기처분                                                                                                  | 12.4% |
| 007                                                           | 2008년 5월 27일 | 전달된 사랑                                                                                               | 13.0% |
| 008                                                           | 2008년 6월 3일  | 신형의 사랑                                                                                               | 12.1% |
| 009                                                           | 2008년 6월 10일 | 사랑스러워서                                                                                              | 13.0% |
| 010                                                           | 2008년 6월 17일 | 넘기지 않을 거야                                                                                          | 11.9% |
| 011                                                           | 2008년 6월 24일 | 키세키 (최종회)                                                                                           | 13.6% |
| 평균 시청률 13.2%(시청률은 비디오 리서치 조사, 관동지방 기준) |                 | |       |
| 최종장 스페셜                                                 | 2009년 3월 24일 | 사랑하고 있는 리이코…이상의 연인 로보트가 기적의 부활!! 지금 다시… 나는 어째서 로봇일까요?… 안녕, 나이토… | 9.0%  |

| 후지 TV 화요드라마                   | 후지 TV 화요드라마                                       | 후지 TV 화요드라마                                       |
| 이전 작품                            | 작품명                                                   | 다음 작품                                                |
| ------------------------------------ | -------------------------------------------------------- | -------------------------------------------------------- |
| 허니와 클로버 (2008.1.8 - 2008.3.18) | 절대 그이~완전 무결의 연인 로봇~ (2008.4.15 - 2008.6.24) | 시바토라~동안 형사·시바타 타케토~ (2008.7.8 - 2008.9.16) |